# Alvar Nelson
Fredrik Axel Alvar Nelson, född den 14 april 1919 i Uppsala, död den 18 januari 2018 i Lemvig, Danmark, var en svensk professor och rättsvetenskapsman.
Nelson, som var son till Axel Nelson och dotterson till Fredrik Ekholm, studerade vid Uppsala universitet och blev jur. kand. 1941. Han blev jur. dr 1950 och samma år docent i straffrätt samt tillförordnad professor i civilrätt. Åren 1951–1952 studerade han vid Department of Criminal Science i Cambridge och blev 1952 professor i rättsvetenskap och ledare för Institutionen för kriminilogi vid Aarhus universitet, Danmark. Denna befattning innehade han till 1962 då han utsågs till professor i straffrätt vid Lunds universitet och därefter vid Uppsala universitet 1965. Han bosatte sig på Jylland 2009.